# 김학응
김학응(金鶴應, 일본식 이름: 金子薰, 1899년 1월 25일 충북 청주 ~ ?)은 일제강점기와 대한민국의 관료이다.

## 생애
일제 강점기에 와세다 대학을 졸업하고 충청북도 지역 군수를 지내는 등 조선총독부 관리로 근무했다.
대한민국 정부 수립 후 제1공화국에서 충북지사와 충남지사를 맡았으며, 충남지사 재임 중 4·19 혁명이 일어나 3·15 부정선거의 충남 지역 책임자로 기소되었다.
2008년 발표된 민족문제연구소의 친일인명사전 수록예정자 명단 중 관료 부문에 들어 있다.

## 약력
- 일본 와세다 대학 전문부 졸업
- 충청북도 진천군 내무과장
- 충청북도 보은군, 옥천군, 제천군 군수
- 1951년 : 충청북도 내무국장
- 1952년 : 전라북도 내무국장
- 1953년 : 충청남도 내무국장
- 1954년 : 경기도 내무국장
- 1955년 : 충청북도 지사
- 1958년 : 충청남도 지사

## 참고자료
- 김학응(金鶴應) -  한국행정연구원
- 김학응(金鶴應) - 국사편찬위원회